# Arapiles
Arapiles – gmina w Hiszpanii, w prowincji Salamanka, w Kastylii i León, o powierzchni 25,26 km². W 2011 roku gmina liczyła 612 mieszkańców.